# Všeobecné volby v Gabonu v roce 1961

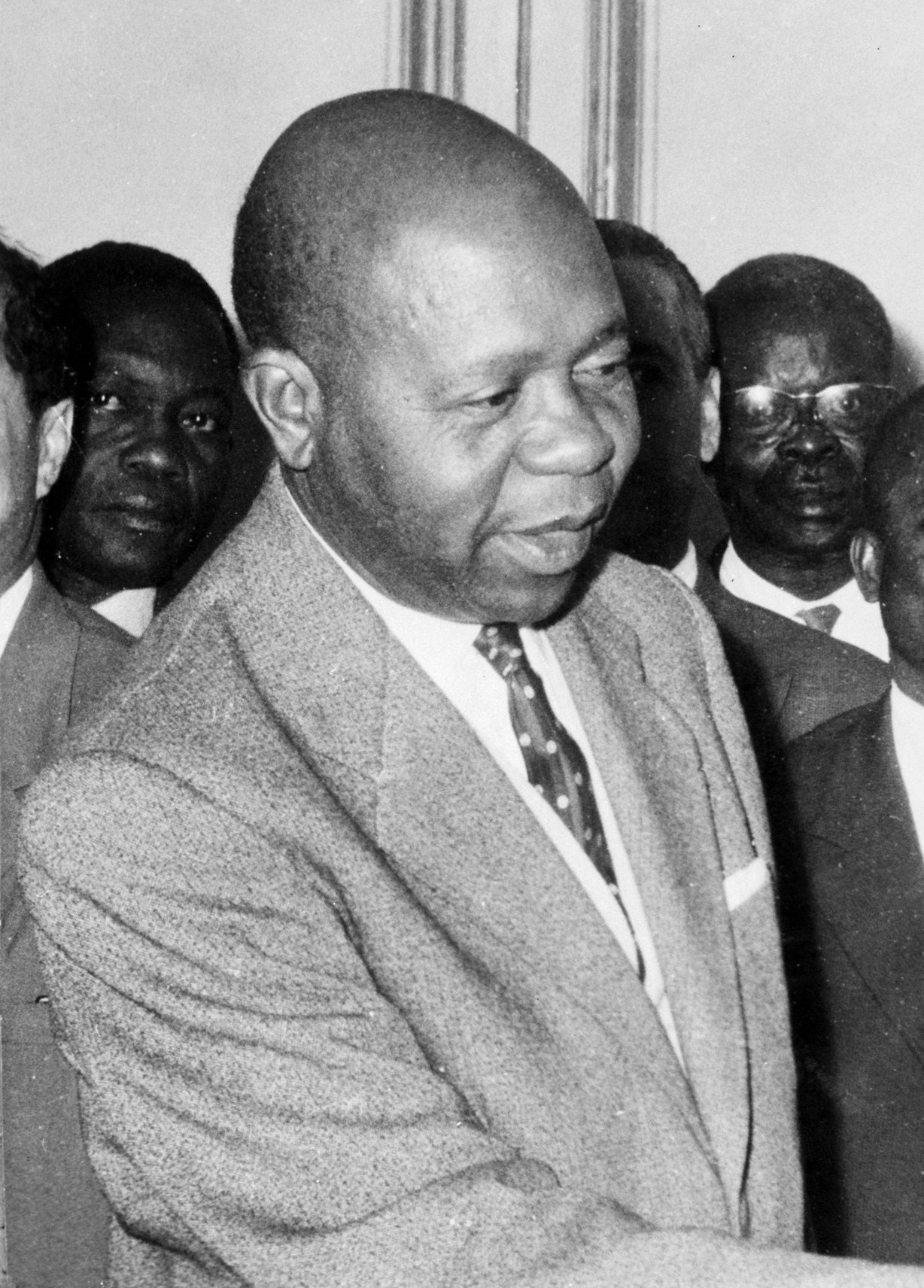
Vítěz voleb Léon M'ba (1964)

Všeobecné volby v Gabonu se konaly 12. února 1961. Během voleb se volil prezident Gabonu a členové Národního shromáždění. Jednalo se o první legislativní volby v Gabonu od zisku nezávislosti 17. srpna 1960. Jediným kandidátem na prezidenta byl úřadující předseda vlády Léon M'ba z Gabonského demokratického bloku (BDG). V parlamentních volbách postavily společnou kandidátku dvě politické strany, Gabonský demokratický blok (budoucí Gabonská demokratická strana) a Gabonská demokratická a sociální unie (UDSG). Podle oficiálních výsledků byla volební účast 98,73 %. Po volbách byla v Gabonu přijata nová ústava, která přesunula zemi z parlamentního režimu do režimu prezidentského, který tak nově zvolenému prezidentu poskytl rozšířené pravomoci.

## Volební systém
Do Národního shromáždění bylo voleno 67 členů v jediném národním volebním obvodu na funkční období trvající sedm let. Hlasování ve volbách bylo povinné a lídr kandidátky byl zároveň kandidátem na funkci prezidenta.

## Volební výsledky

### Prezidentské volby
| Kandidát                            | Politická strana                    | První kolo | První kolo |
| Kandidát                            | Politická strana                    | Hlasy      | %          |
| ----------------------------------- | ----------------------------------- | ---------- | ---------- |
| León M'ba                           | Gabonský demokratický blok          | 315 335    | 100 %      |
| Celkem                              | Celkem                              | 315 335    | 100 %      |
|                                     |                                     |            |            |
| Platných hlasů                      | Platných hlasů                      | 315 335    | 99,58 %    |
| Neplatných hlasů                    | Neplatných hlasů                    | 1 344      | 0,42 %     |
| Celkem hlasů                        | Celkem hlasů                        | 316 679    | 100 %      |
| Registrovaných voličů/volební účast | Registrovaných voličů/volební účast | 320 756    | 98,73 %    |

### Parlamentní volby
| Politická strana                    | Hlasy   | %       | Mandáty |
| ----------------------------------- | ------- | ------- | ------- |
| Národní unie (BDG–UDSG)             | 315 335 | 100 %   | 67      |
| Celkem                              | 315 335 | 100 %   | 67      |
|                                     |         |         |         |
| Platné hlasy                        | 315 335 | 99,58 % |         |
| Neplatné hlasy                      | 1 344   | 0,42 %  |         |
| Celkem hlasů                        | 316 679 | 100 %   |         |
| Registrovaných voličů/volební účast | 320 756 | 98,73 % |         |